# Nibe (voormalige gemeente)
Nibe is een voormalige gemeente in Denemarken.
De oppervlakte bedroeg 185,45 km². De gemeente telde 8283 inwoners waarvan 4128 mannen en 4155 vrouwen (cijfers 2005). 
Bij de gemeentelijke herindeling in januari 2007 is de gemeente opgegaan in de nieuwe gemeente Aalborg.

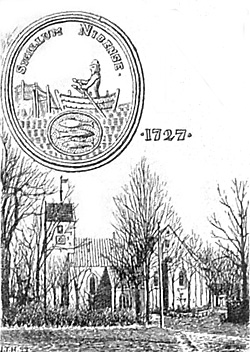
Zegel uit 1727